# Beyrède-Jumet
Beyrède-Jumet là một xã thuộc tỉnh Hautes-Pyrénées trong vùng Occitanie tây nam nước Pháp. Khu vực này có độ cao trung bình 688 mét trên mực nước biển.